# 呉市電
呉市電（くれしでん）は、広島県の呉市交通局がかつて運営していた路面電車（市電）である。

## 概要
1909年に私鉄の呉電気鉄道として開業したのが創始である。広島県においては広島市の広島電鉄より古い開業で、山口県岩国市の岩国電気軌道に8ヶ月遅れで次ぎ中国地方2番目となるものであった。なお、当初は呉馬車鉄道として馬車鉄道にする計画であったが、大都市においては馬車鉄道は路面電車化が完了していた時代であったため、路面電車に計画変更した。また、当初は伊勢電気鉄道線（後、三重交通神都線）同様に右側通行を採用していた。改築に費用がかかるため対面通行の原理を主張してしばらく改めなかったが、1924年に左側通行となった。
その後、呉電気軌道は電力会社の広島水力電気に買収され、電力会社の系列化の流れにより広島呉電力、広島電気と変遷を重ねており、またこの当時可部軌道（現在の可部線の一部区間）も運営していた。
同じ頃、芸南電気軌道が呉から東部の広方面へ専用軌道による電車路線を敷設しようとしていた。しかし国道整備が終わっていたことから併用軌道に計画変更し、1927年に順次路線を開業させた。しばらく広島電気と芸南電気軌道の併存の期間しており、しかも本通九丁目 - 鹿田間は路線が並行していたため統合の動きがあり、一旦は広島電気が芸南電気軌道を買収することとして両社で株主総会を開催するまで至ったが、契約条件の両社とも否決され実現しなかった。その後、逆に芸南電気軌道側に統合することとなり、1930年、広島電気は芸南電気軌道に呉市内の軌道事業を譲渡し運営が一本化された。
1942年、大日本帝国海軍の要請で芸南電気軌道は呉市に買収され、呉市交通局の運営する呉市電となる。
戦中・戦後には空襲や台風の被害を受けたが海軍や米軍の支援も得ながら1948年に全線を復旧させた。1961年にはワンマン運転を開始するなど、合理化も図られた。
しかし、モータリゼーションの影響を受けて赤字が拡大したことに加え、昭和42年7月豪雨により市内各所が甚大な被害を受け、その復旧予算捻出のため、1967年12月17日が最終の営業、翌12月18日に廃止となった。廃止時の路線長は11.271kmであった。

## 沿革

### 呉電気鉄道から広島電気まで

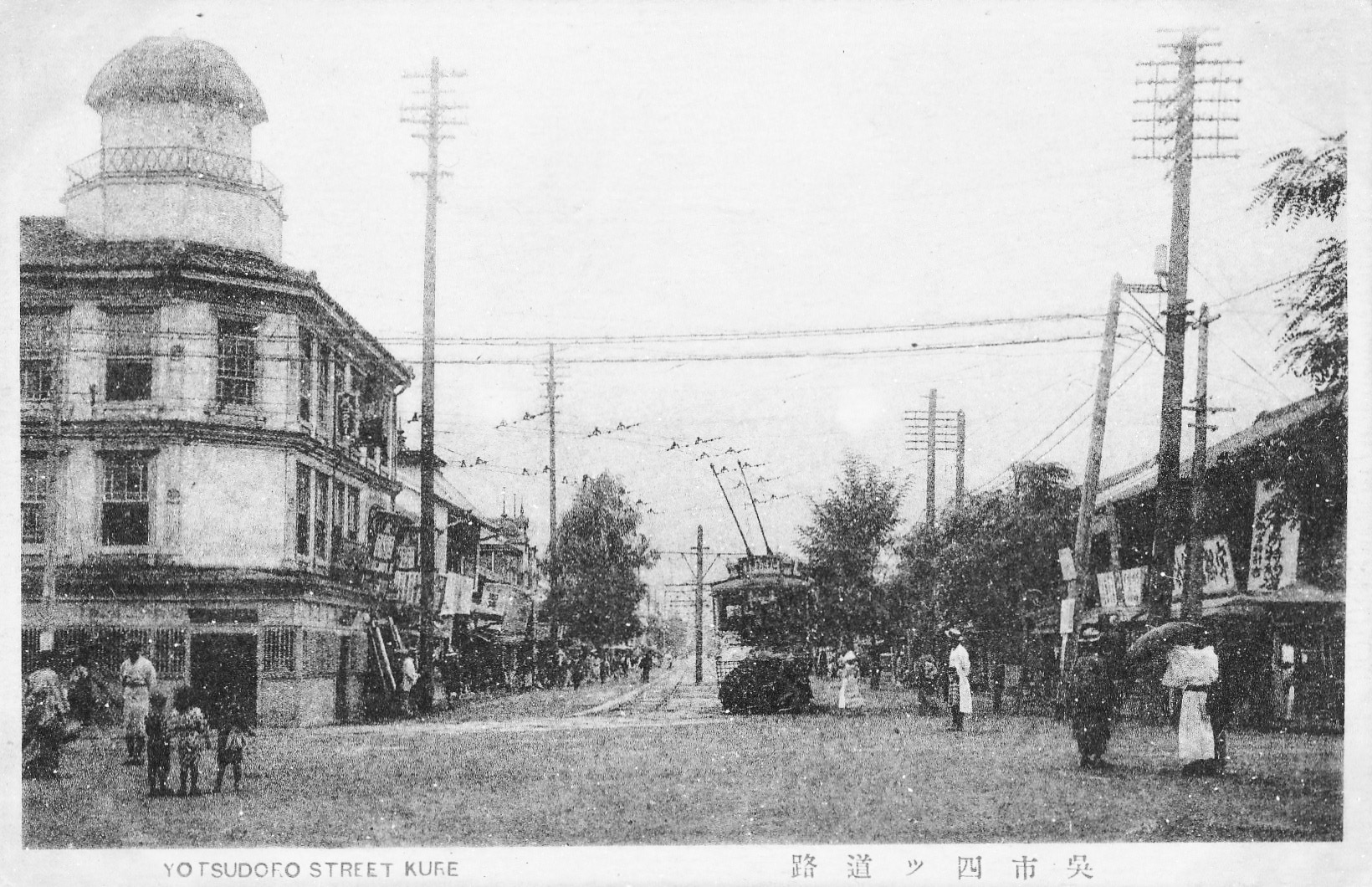
本通り1丁目四ッ道路付近

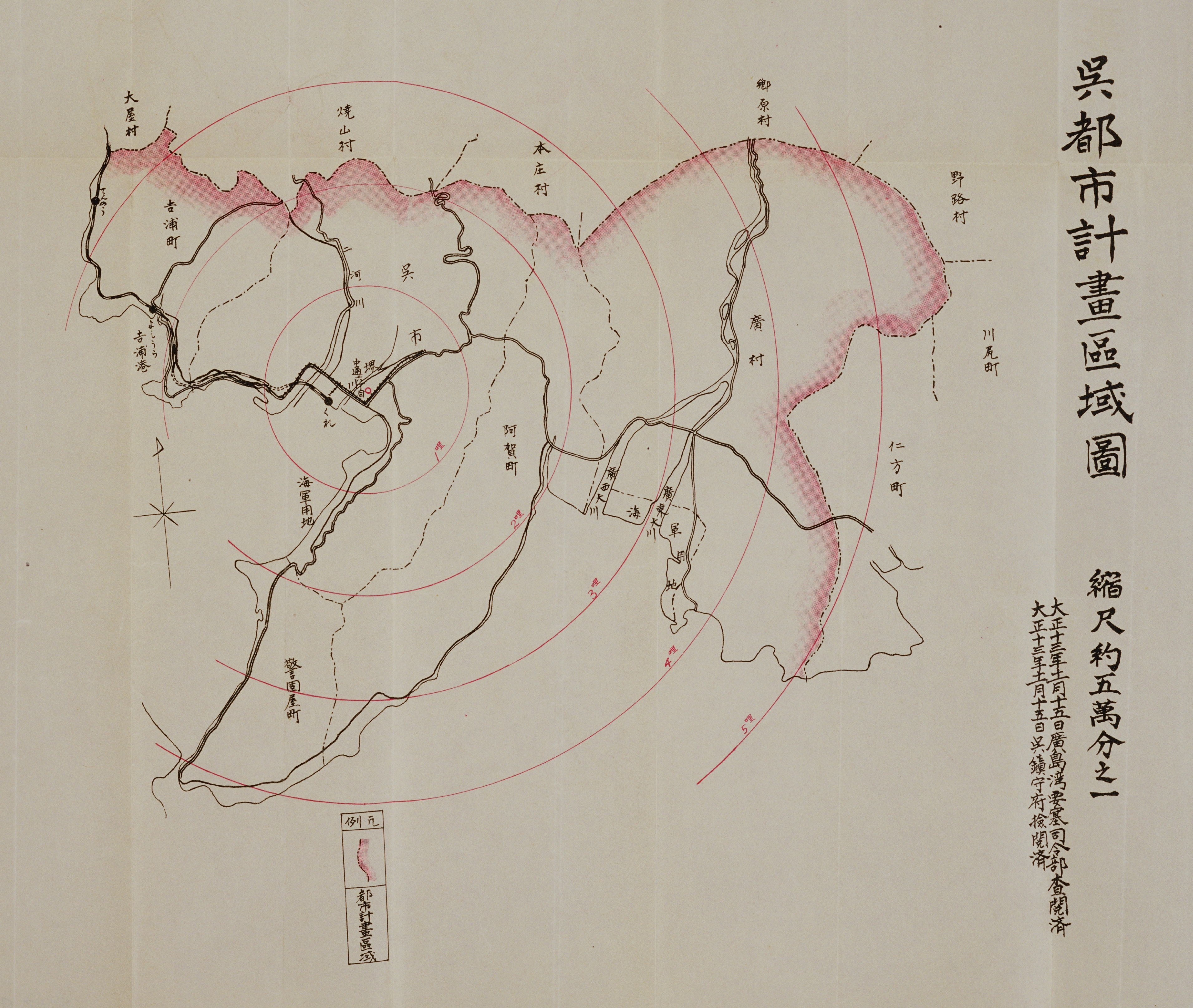
1924年呉市都市計画図

- 1906年8月19日 呉馬車鉄道株式会社設立（資本金65千円）
- 1907年
  - 2月26日 川原石 - 本通九丁目の動力を馬車から電気への変更の特許
  - 5月4日 資本金を300千円に増資の旨決議
  - 9月8日 社名を呉馬車鉄道から呉電気鉄道へ改称
- 1908年
  - 2月14日 呉馬車鉄道から呉電気鉄道と改称
  - 7月28日 今西通三丁目（呉停車場前） - 呉駅前間および本通九丁目 - 鹿田間軌道法特許
- 1909年
  - 10月14日 境橋（軌道併用橋）竣工
  - 10月31日 鉄道踏切（後の西本通三丁目） - 本通九丁目間 2.3 km開業。第1号電車は福岡県大川市の大川運輸で製造[3]
  - 12月26日 呉停車場前（後の停車場前→呉駅前） - 呉駅前間 0.3 km開業
- 1910年4月27日 呉線との平面交差問題で工事が遅れていた川原石 - 鉄道踏切間 0.3 kmが、同線の両側で線路を分断される形で開業
- 1911年
  - 3月26日 本通九丁目 - 鹿田間が新設軌道（専用軌道）で開業[注釈 1]
  - 6月28日 呉市内から阿賀町字小倉新開に至る軽便鉄道の免許取得
  - 10月25日 呉電気鉄道が広島水力電気株式会社に吸収合併され、同時に広島呉電力株式会社と改称（資本金700千円）
- 1912年12月18日 呉市内から阿賀町字小倉新開に至る軽便鉄道の免許失効
- 1921年8月12日 広島呉電力と広島電灯株式会社の新設合併により広島電気株式会社を設立（資本金25百万円）
- 1924年2月1日 1920年公布の道路取締令に基づき右側通行を左側通行に改める
- 1926年5月1日 広島電気が可部軌道株式会社を合併

### 芸南電気軌道
- 1921年
  - 7月18日 本通九丁目 - 先小倉間軌道法特許
- 1922年
  - 12月20日 芸南電気軌道株式会社設立（資本金2百万円）
- 1924年9月5日 先小倉 - 一門前（後の津久茂）軌道法特許
- 1927年
  - 4月10日 本通九丁目 - 呉越間新規開業
  - 11月17日 呉越 - 明神（後の阿賀駅前付近）間開業
  - 12月28日 明神 - 先小倉間開業
- 1928年
  - 10月23日 広島電気の軌道事業を芸南電気軌道へ譲渡する旨の仮契約を締結
  - 11月19日 両社にて臨時株主総会開催、事業譲渡を議決
- 1929年
  - 4月10日 広島電気の軌道事業を芸南電気軌道が譲受する旨認可
  - 5月1日 芸南電気軌道による運行開始
- 1930年
  - 3月1日 本通九丁目 - 鹿田間 0.6 kmを並行区間として廃止[注釈 2]
  - 10月26日 定期乗合自動車事業を開始（バス10台）
  - 12月30日 先小倉 - 一門前間開業
- 1932年4月18日 一門前 - 長浜間軌道法特許
- 1935年12月21日 一門前 - 長浜間開業

### 呉市交通局
- 1942年12月1日 芸南電気軌道は呉市に軌道・バスの全事業を新設の呉市交通局に譲渡、同社は同日付で解散
- 1943年
  - 5月14日 川原石 - 西本通三丁目間の軌道撤去
  - 6月20日 川原石 - 西本通三丁目間を休止
  - 12月30日 停車場前（後の呉駅前） - 呉駅前間の支線を休止、軌道撤去
- 1945年
  - 5月5日 空襲により交叉点 - 長浜港間不通
  - 7月1日 空襲により畑 - 交叉点間以外不通
  - 7月15日 西六 - 交叉点間運行再開
  - 8月16日 交叉点 - 長浜港間運行再開（単線で復旧）
  - 9月7日 枕崎台風の被害で西六 - 畑間、原 - 長浜間以外不通
  - 12月30日 畑 - 原間運行再開、これにより全線で運行再開（交叉点 - 長浜港間は単線）
- 1948年 交叉点 - 長浜港間複線に復旧、これにより全線復旧
- 1954年7月10日 呉線をまたぐ呉陸橋の完成により、川原石 - 西本通三丁目間 0.7 km再開、西本通三丁目停留場を廃止し西本通六丁目との間に呉陸橋停留場設置
- 1955年
  - 本通の拡幅に伴い軌道を中央に移設
  - 5月30日 無騒音電車の800形導入
- 1960年11月16日 休止中の呉駅前（元の停車場前） - （旧）呉駅前間の支線廃止
- 1961年
  - 4月22日 ワンマンカー導入開始。2000形導入
  - 12月 3000形（600形をワンマンカーに改造）導入
- 1967年12月18日 全線廃止
- 1968年2月22日 600形、700形4両を岡山電気軌道へ売却

## 路線

### 市内線
特記無いものは1967年時点
- 路線距離（営業キロ）：2.586 km
- 軌間：1,067 mm
- 駅数：9駅（起終点駅含む）
- 複線区間：全線
- 電化区間：全線
- 停留所
  - 1967年時点：（起点） - 本通九丁目 - 本通七丁目 - 四ッ道路 - 中通三丁目 - 中央桟橋通 - 呉駅前 - 西六 - 呉陸橋 - 川原石
  - 芸南電気軌道統合後：本通九丁目 - 本通八丁目 - 本通七丁目 - 本通六丁目 - 本通五丁目 - 四ッ道路 - 中通三丁目 - 堺橋 - 停車場前 - 公園通 - 西本通六丁目 - 新栄橋筋 - 鉄道踏切 - 川原石（営業キロ：2.561 km）[7]
  - 1916年時点：（鹿田 - 東霞町四丁目 - 東霞町三丁目 - 東霞町二丁目 - 東霞町一丁目 - 東本通一丁目 - ）本通九丁目 - 本通八丁目 - 本通七丁目 - 本通六丁目 - 本通五丁目 - 本通四丁目 - 本通三丁目 - 四ッ道路 - 中通三丁目 - 境橋 - 郵便局前 - 呉停車場前 - 共済会病院 - 本社前 - 二河橋 - 西本通六丁目 - 西本通四丁目 - 鉄道踏切 - 川原石（営業キロ：2.84 km）[8]

呉電気鉄道により1909年から1911年にかけて営業を開始した呉市内の路線である。現在の国道185号の寺迫運動公園交差点付近にあった本町九丁目停留所と本町十一丁目停留所の間にある起点（芸南電気軌道の旧九丁目停留所付近）から南西方向に進み、本通一丁目交差点を右折して現在の国道31号（1920年までは国道46号、1952年までは国道32号）に入り、北西に直進して堺川を昭和橋（当時は堺橋）で越え、呉線の呉駅入口にある現在の呉駅公園前交差点を経由して二河川を二河大橋（当時は二河橋）で越え、国道31号と共に現在の三条3丁目交差点で左折して南西に進み、呉線を呉陸橋で越えて現在の海岸一丁目交差点付近にあった川原石停留所に至る全長2.586 km、全線複線の路線である。
全線複線の路線で、開業当時より右側通行で運行されていたが、1920年公布の道路取締令によって道路の左側通行が強制されることとなり、呉電気鉄道においても広島県からの左側通行へ変更するよう働きかけがあり、1923年3月17日付の県令に基づいて切替工事を実施して1924年2月1日から左側通行に変更されている。
また、開業当時より架線は正負の2本の架線を使用する架空複線式で、車両の集電用のトロリーポールはダブルポール式のものを装備していたため、シングルポール式のものを装備して、軌道を帰線とする一般的な架空単線式の芸南電気軌道とは当初乗り入れができなかった。その後、芸南電気軌道統合後に車両の直通運転が行われることとなり、集電装置を旧呉電気鉄道所有の乗入車両はダブルポール1組からシングルポール4本（前後2本ずつ）に、元々芸南電気軌道所有の乗入車両はシングルポール2本（前後1本ずつ）をシングルポール4本にそれぞれ変更するとともに、運転台に帰線回路をレール・架線を切換えるスイッチを設ける改造を実施し、本通九丁目停留所の切替地点でこれを切換えることで直通運転を実施している。その後、市内線も架空単線式に変更されているがその時期は不明であり、鉄道史研究家の長船友則は当時の職員の証言などをもとに終戦前の1945年頃ではないかと推測している。
呉線と立体交差する呉陸橋が1954年7月10日に開通する前は国道31号と呉線は平面交差で踏切が設置されており、1910年に河原石まで開業した当時は呉線を挟んで軌道が分離しており、両端の鉄道踏切停留所間は徒歩連絡となっていた。また、西本通六丁目 - 川原石間は呉線との立体交差工事のため1943年5月14日から1954年までの間休止となっていた。

### 郊外線
特記無いものは1967年時点
- 路線距離（営業キロ）：6.655 km
- 軌間：1,067 mm
- 停留所数：15駅
- 複線区間：全線
- 電化区間：全線
- 接続路線：阿賀駅前 - 呉線（安芸阿賀駅）
- 停留所
  - 1967年時点：（起点） - 本通十一丁目 - 本通十三丁目 - 本通十五丁目 - 畑 - 呉越 - 中畑 - 原 - 郷 - 海岸通 - 阿賀駅前 - 先小倉 - 広大橋 - 広支所前 - 二級橋 - 広交叉点 - （長浜線起点）
  - 芸南電気軌道統合後：本通九丁目 - 本通十一丁目 - 本通十三丁目 - 本通十五丁目 - 畑 - 呉越 - 新畑 - 原 - 郷 - 沖田 - 海岸通 - 小倉 - 明神 - 先小倉 - 弥生 - 文化 - 広西 - 交叉点（営業キロ：6.655 km）[7]

芸南電気軌道により1927年から1930年にかけて営業を開始した呉から広に至る路線である。1915年の広島県議会で可決された呉 - 阿賀間の県道（後の国道185号）の改修・拡幅に合わせて建設された路線であり、その後広海軍工廠の開設に伴って県道の改修が広まで延長されることとなったことたため、本路線も広まで延長されることとなったものである。現在の国道185号の寺迫運動公園交差点付近にあった本町九丁目停留所と本町十一丁目停留所の間にある起点（芸南電気軌道の旧九丁目停留所付近）から北東方向に進み、現在の旧国道185号を標高90 mの呉越峠を最急勾配52 パーミルの勾配で越え、峠越え区間を過ぎた後は呉線に沿った国道185号を西に進み、安芸阿賀駅の前を経由し、広大橋で黒瀬川を越えて広交差点付近にあった広交叉点停留所をわずかに越えた地点の終点に至る全長6.685 km、全線複線の路線である。

### 長浜線
特記無いものは1967年時点
- 路線距離（営業キロ）：2.030 km
- 軌間：1,067 mm
- 停留所数：3駅
- 複線区間：全線
- 電化区間：全線
- 停留所
  - 1967年時点：（起点） - 岩樋 - 津久茂 - 長浜
  - 芸南電気軌道統合後：交叉点 - 岩樋 - 三門前 - 一門前（営業キロ：1.009 km）[7]

芸南電気軌道の路線は県道の改修・拡幅に合わせて路線を延長していたが、当初予定していた広交叉点から先を直進する区間は県道の改修が実施されないこととなったため、同交差点を右折して広海軍工廠方面へ向かうこととして1930-35年に開業した路線であり、開業当時の「三門前」「一門前（後の津久茂）」の停留所名は広工廠の入出場門の名称に由来する。路線は広交差点停留所から5 m東側の地点を起点とし、現在の国道185号の広交差点を右折して現在の県道279号に入り、広海軍工廠（現在は王子マテリア呉工場）の東側を通り、その後標高32 mの津久茂峠を最急勾配50 パーミルで越え、長浜港付近の長浜停留所に至る全長2.03 kmの路線である。全線複線で建設された路線であるが、1945年5月5日の広工廠空襲で不通となった後、同年8月16日に単線で復旧し、1948年になって複線に復旧されている。

### 駅前支線
芸南電気軌道統合後の時点
- 路線距離（営業キロ）：0.264 km
- 軌間：1,067 mm
- 停留所数：2駅（起点駅含む）
- 複線区間：全線
- 電化区間：全線
- 接続路線：呉駅前 - 呉線（呉駅）
- 停留所：停車場前 - 呉駅前

呉線から1ブロック（現在、当時は2ブロック）北東側を並行している現在の国道31号を通っていた市内線の停車場前（後の呉駅駅前）停留所から分岐し、現在の呉駅公園前交差点から呉線呉駅の駅前に至る路線で、1909年12月26日に全線複線で開業した0.264 kmの路線である。当初は呉駅前で山陽本線と並行するL字形の線形であったが、後に直線部分のみの0.164 kmの線形に変更されており、1943年4月30日に休止となって軌道は撤去され、1960年11月16日に廃止となっている。

### 市内線九丁目 - 鹿田間
廃止時点
- 距離（営業キロ）：0.6 km
- 軌間：1,067 mm
- 停留所数：4駅（起点駅含む）
- 複線区間：全線
- 電化区間：全線
- 停留所：
  - 1916年時点：鹿田 - 東霞町四丁目 - 東霞町三丁目 - 東霞町二丁目 - 東霞町一丁目 - 東本通一丁目 - 本通九丁目[8]

呉電気鉄道が1911年3月26日に九丁目（後の本通九丁目） - 鹿田間0.6 kmを開業させた路線で、当初は本通りの北西側に専用軌道で敷設されていたが、1932年発行の『最新大呉市街全図』時点では併用軌道となっている。路線は現在の国道185号の寺迫運動公園交差点付近にあった九丁目停留所から左側に入り、本通りの北側の約50 mを並行して進み、朝日遊郭南東側の堀沿いにあった裏門の外側付近の鹿田停留所に至る路線であり、『最新大呉市街全図』時点では途中2箇所の停留所が設置されていた。

### 計画のみの路線
- 先小倉 - 白石：芸南電気軌道の当初の計画では先小倉から先は広交叉点を直進して白石に至る3.4 kmを建設する予定であったが、同交差点から先は道路の改修・拡幅が行われないこととなったため、ここで右折して広海軍工廠前を経由して長浜港へ至る路線へ計画を変更した。また、戦後の1949年9月7日に広交叉点から白石までの認可申請がなされたが、1960年11月7日に取り下げられている。
- 海岸通1丁目 - 海岸通7丁目：1951年3月8日認可で川原石港に至る1.17 kmの路線の敷設計画が存在したが、1960年11月16日に未開業線のまま廃止となっている[14]。
- 四ツ道路 - 眼鏡橋：1954年に四ツ道路から眼鏡橋に至る0.23 kmの路線を新設し、そこから呉駅 - 旧呉工廠間の旧海軍専用線に乗入れて第1期計画として呉造船所前までの1.4 km、第2期計画としてそこから尼鉄前までの1.7 kmを運行する計画があった。

### 設備

#### 車庫
- 呉電気鉄道の車庫は本社前停留所（後に公園通に変更、その後廃止）近くの本社敷地内[注釈 7]にあったが[15][16]、後に廃止されている。
- 芸南電気軌道の車庫および工場が阿賀駅前停留所付近[注釈 8]にあり[17][16]、呉市電廃止まで使用されている。
- 呉線陸橋の完成までの間分断されていた鉄道踏切 - 川原石間の車両用として川原石停留所付近にも小規模な車庫が設置されていたとされている[16]。

#### 変電所
- 公園通変電所：呉電気鉄道の変電所は本社前停留所（後に公園通に変更、その後廃止）近くの本社敷地内にあり、出力は当初150 kWで1937年に200 kWに増強されていた[16]が、後に廃止されている。
- 阿賀変電所：芸南電気軌道の変電所は車庫および工場とともに阿賀駅前停留所付近にあり、出力は当初400 kWで1944年認可で500 kWに増強されており[16]、呉市電廃止まで使用されている。
- 鹿田変電所：1950年6月に本通十三丁目 - 本通十五丁目間に開設された出力500 kWの変電所で、本変電所の開設により、阿賀変電所と鹿田変電所の2箇所の体制となった[16]。

#### 発電所
- 呉電気鉄道は本社敷地内に出力150 kWの火力発電所を有しており、開業当初は広島水力電気からの電力供給を主として、自社発電所は予備として使用されていたが[注釈 9]、後に広島呉電力の第四発電所となっている[18]。

### 運転系統
1961年3月時点
- 長浜 - 川原石
- 広交叉点 - 川原石
- 広交叉点 - 西本通六丁目
- 広交叉点 - 呉駅前
- 広交叉点 - 四ッ道路
- 阿賀駅前 - 四ッ道路

## 車両
1962年時点
100形 (101-110)
芸南電気軌道が1927年開業時に梅鉢鉄工所で製造した木造単車1形の車体を乗せかえたもの
200形 (201-205)
広島電気が1928年に日本車輌で製造した半鋼製単車21形を改番したもの（形式図（芸南電気鉄道第21号））
300形 (305-307)
広島電気21形と同一設計で1931年製造
500形 (501-503)
元武蔵中央電気鉄道1形、1929年日本車輌製造の半鋼製ボギー車
600形 (601-609)
601 - 607号車：旧600形のまま外観は3扉の形状だが運転時開閉するのは、前扉・中扉である。またボギー車。
608 - 609号車：旧600形を1949年広瀬車輛による改造。鋼製3扉から2扉（前扉・後扉）に改造し方向幕も大きいものに改造している。またボギー車。
700形 (701-703)
1952年富士車輌の製造になる鋼製2扉ボギー車。
800形 (801, 802)

1951年認可の帝国車輛製2扉全金属製ボギー車。FS70形台車採用。「乗り心地満点のPCC形」と宣伝した。
1000形 (1001-1003)
1959年ナニワ工機製造のボギー車。廃線後、伊予鉄道でモハ50形として2004年3月1日まで使用された。伊予鉄道の自社発注モハ50形 (62-64) と車体がほぼ同一設計であった。最後まで運行されていた1001号が呉市に返還され、呉ポートピアパークに展示されている。
2000形 (2001-2003)

1961年ナニワ工機製造のワンマン用ボギー車
3000形 (3001-3007)
1961-1962年に自局阿賀工場で木南車輌製600形の3扉車601-607号車を2扉車（前扉・中扉）に改造しワンマン改造したもの

## 廃止後

### 代替輸送
呉市交通局の広長浜呉駅線および天応川尻線が代替バスとして運行していたが、後に広島電鉄バスに移管される。

### 車両
廃止前年の1966年末に22両在籍していたうち、608・702・703・801・802は岡山電気軌道、1001-3は伊予鉄道、2000形2002 - 2003号車、3000形3001 - 7号車は仙台市交通局にそれぞれ譲渡された。
廃止後、2000形2001号車が入船山記念館に保存され、その後、阿賀町の豊栄交通公園（現豊栄公園）に移された。屋根はついていたものの、車体の損傷が激しく、下記の1000形1001号車を呉ポートピアパークに展示するにあたり解体され、一部の部品は同車の修復に使われ、また、一部の部品を呉市が保存している。
伊予鉄道から返還を受けた1000形1001号車の保存にあたっては、市章を付け、塗装および前照灯を呉時代のものに戻して呉時代の外観を復元している。伊予鉄道時代に取り付けられた冷房装置はそのままで、車内広告などは伊予鉄道時代のものが残っている。片エンドの運転台横には冷房機が据え付けられ使われている。
1965年に廃車になった300形のうちの305号車の車体は、呉市宮原町の保育所（後藤保育所）の遊具「小鳩号」として再活用されており、現在では庇の広い寄棟式の屋根が設置されるとともに、側面窓がアルミサッシ化されたり扉がアルミのものに交換されるなどの補修がされている。

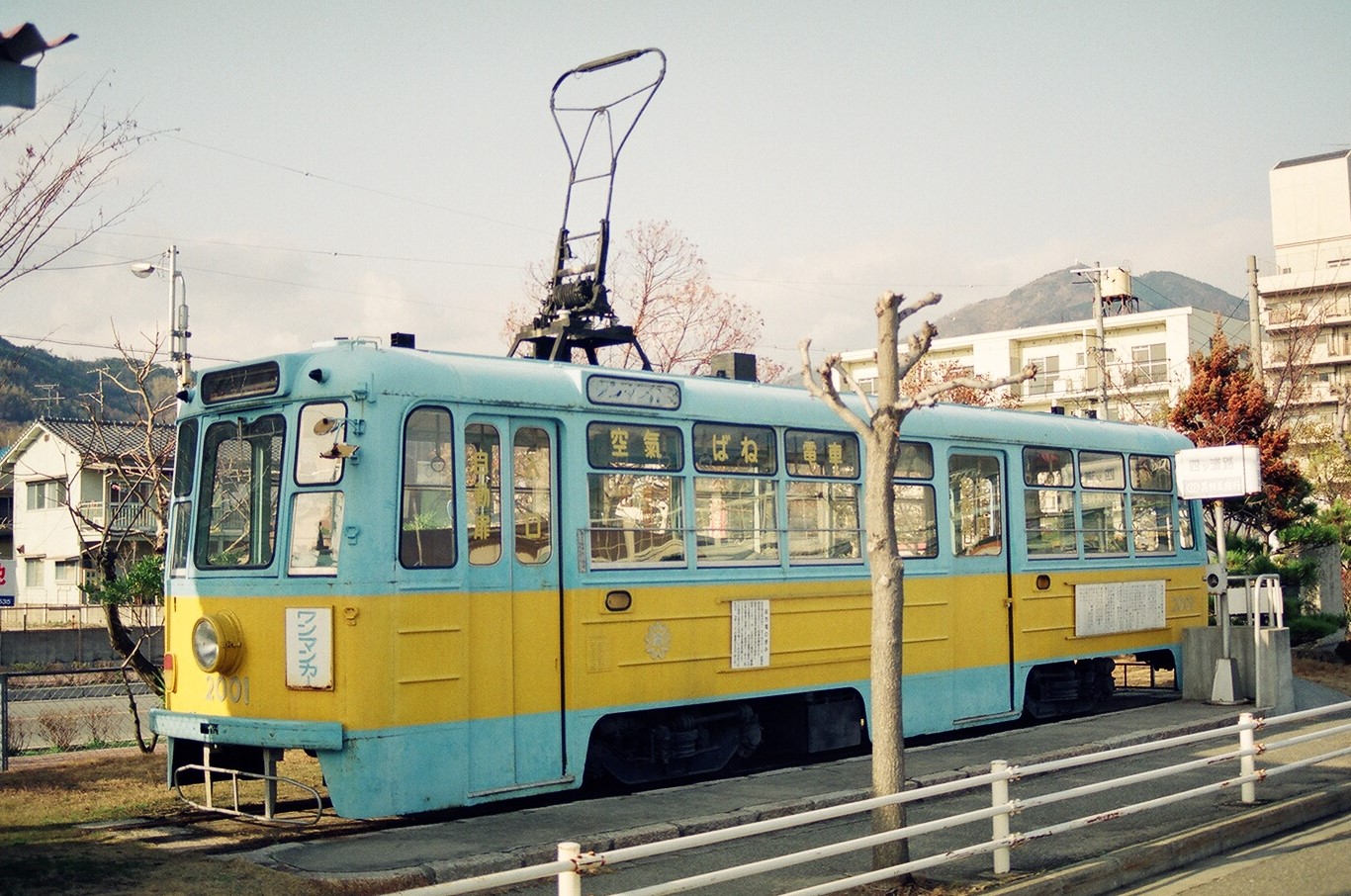
以前保存されていた2000形2001号車。1992年
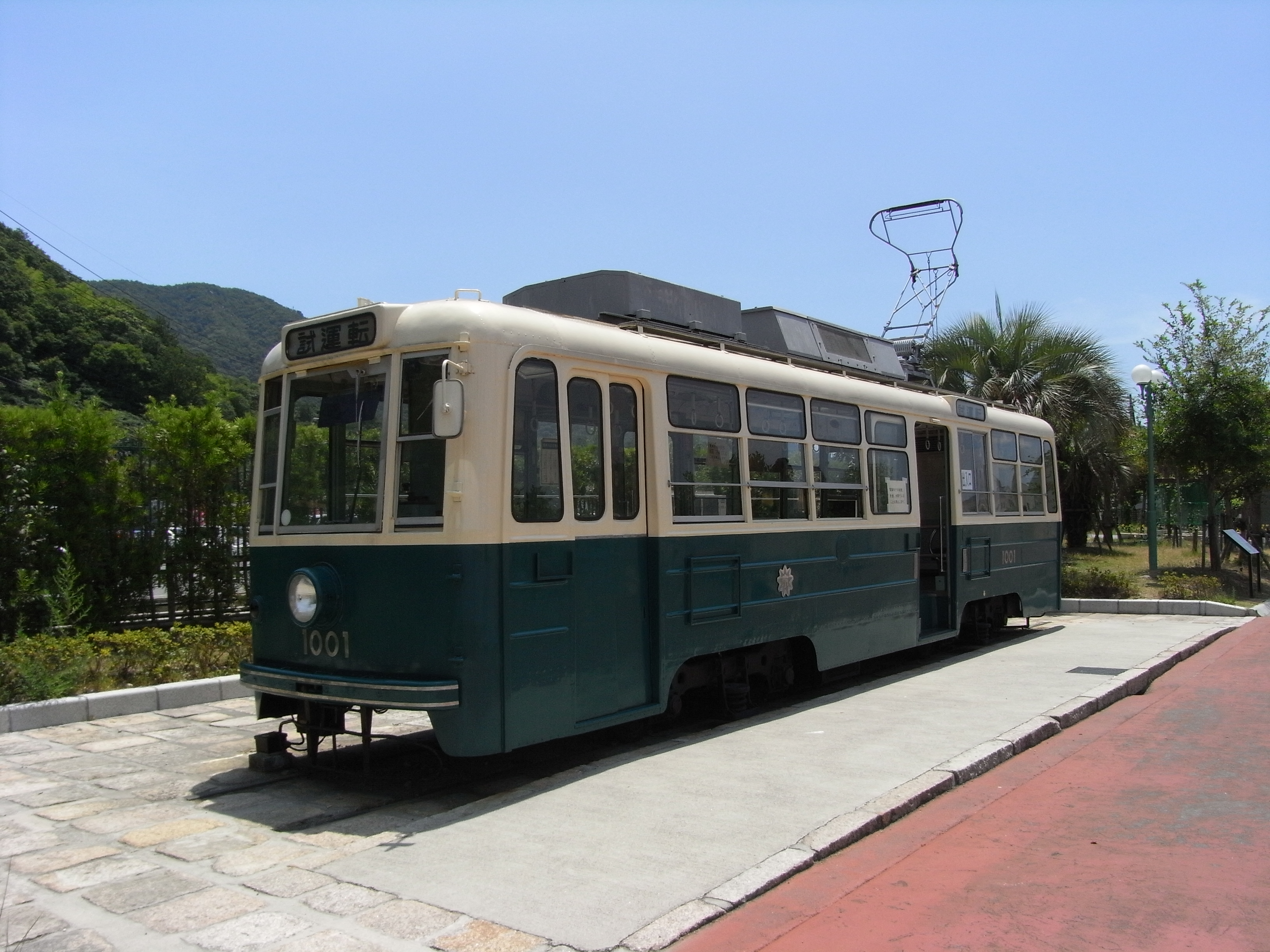
現在も保存されている1000形1001号車。中扉は開放の状態で固定
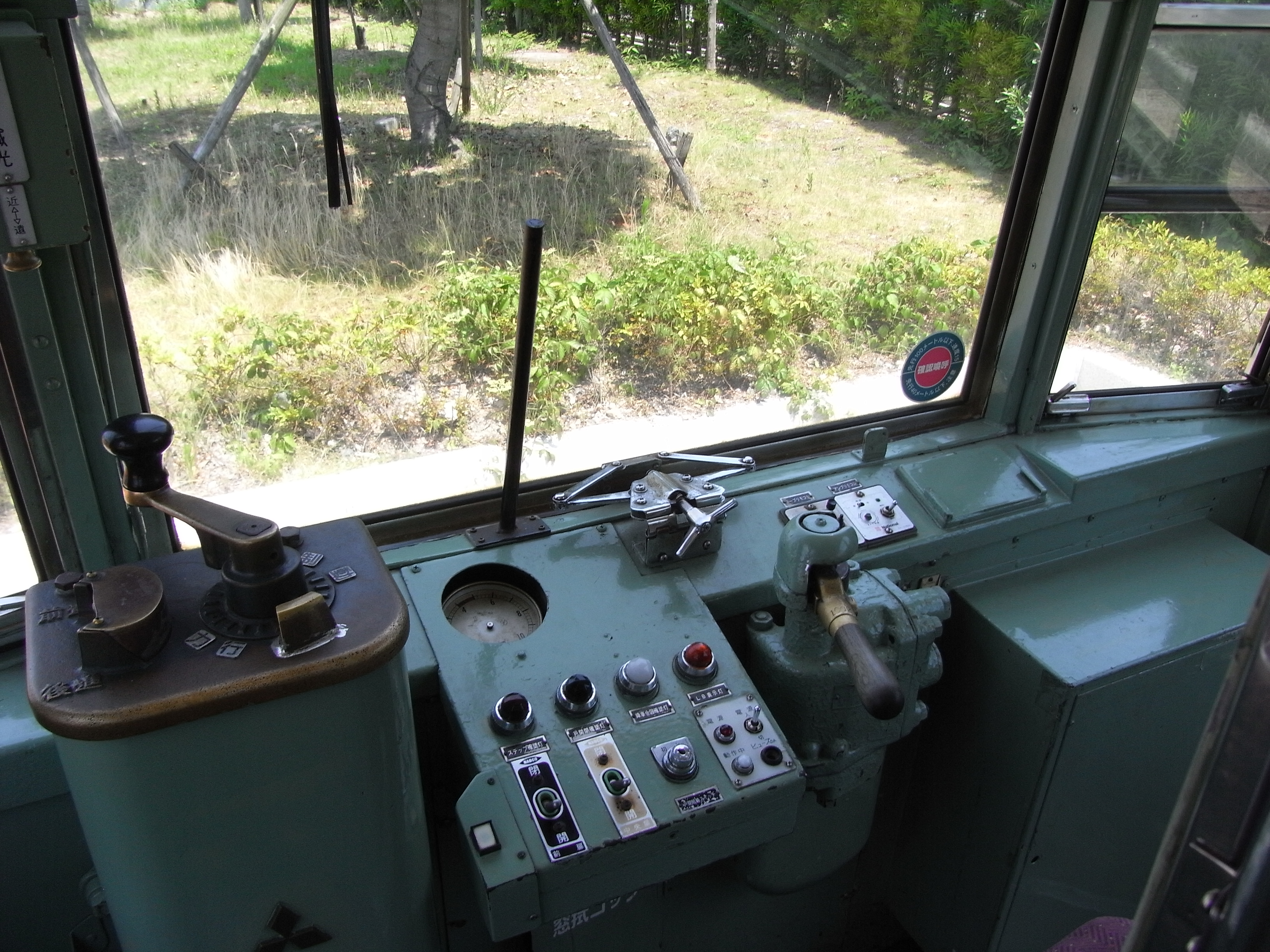
1001号車の運転台。2008年
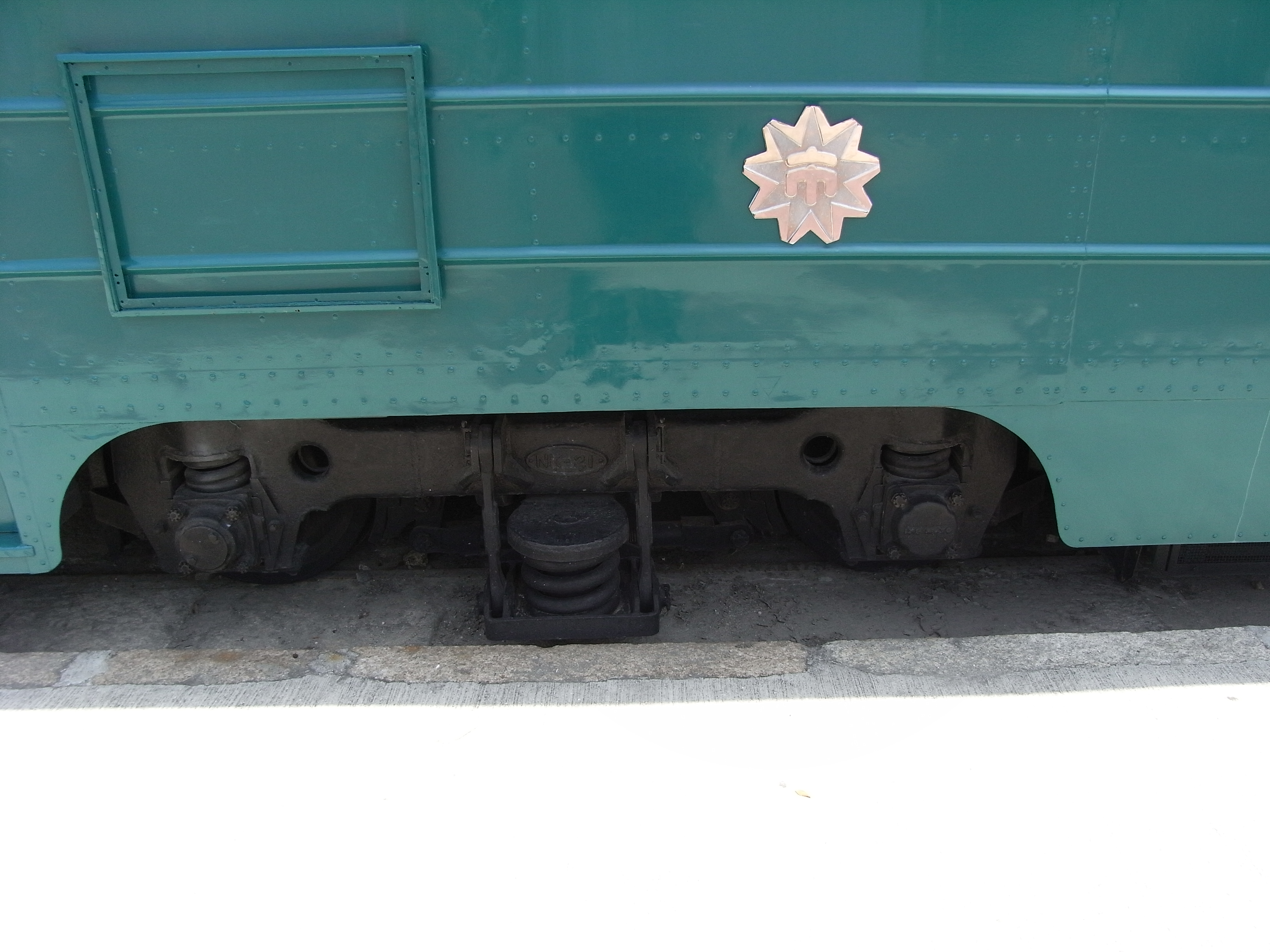
1001号車の市章と台車。市章は保存に際して復元されたもの。2008年
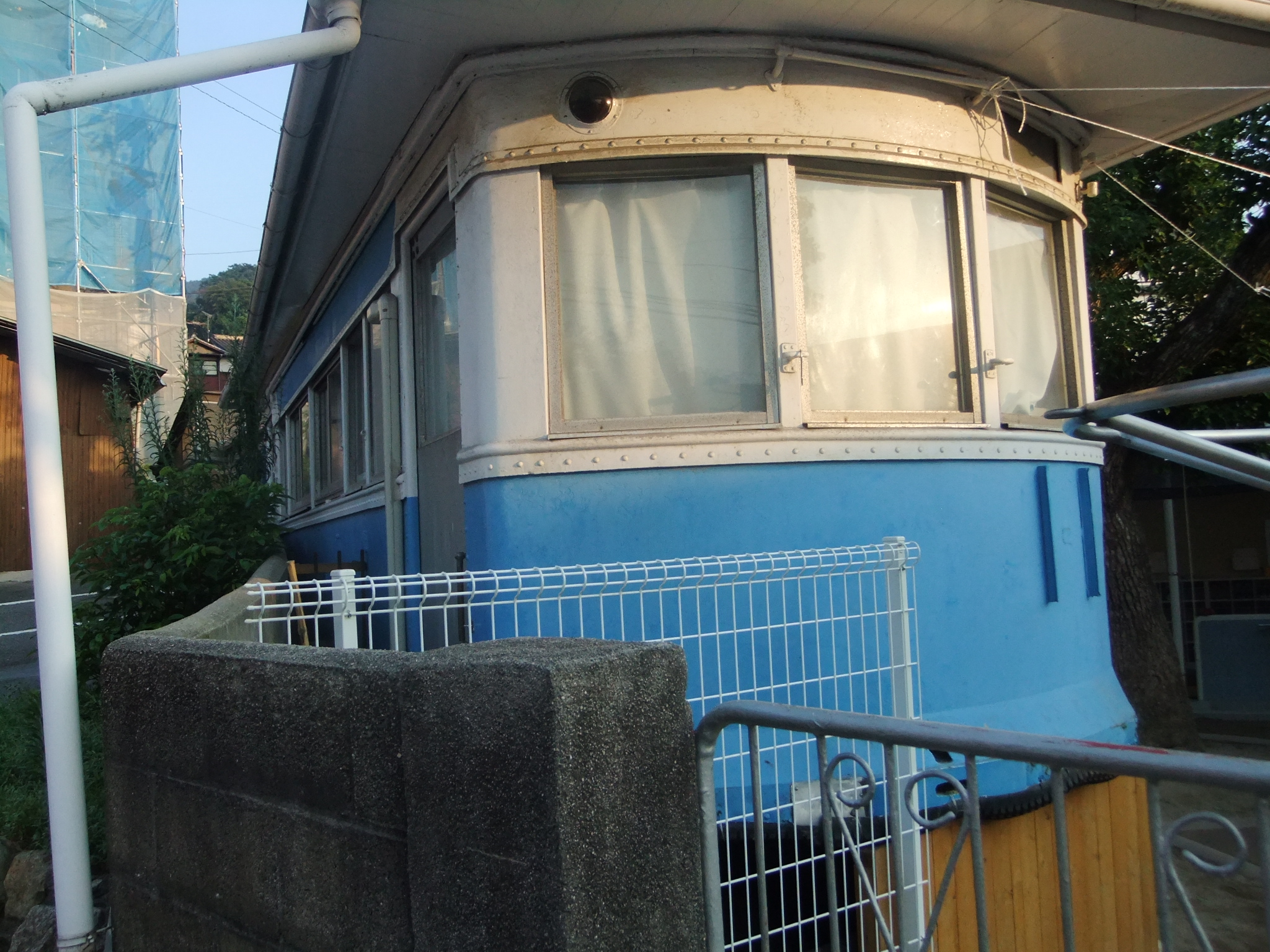
300形305号車の車体。屋根は通常の家屋のような寄棟式の物に交換されている。2015年

### 路線跡
軌道は全て撤去された。二河川に架かる二河橋は併用橋から道路橋に改修して利用されている。